# Steinhaus (Wuppertal)
Steinhaus ist eine Ortslage im Wuppertaler Stadtteil Beyenburg oberhalb eines Mäanders des Flusses Wupper. Sie geht aus einem befestigten Herrenhof aus dem 12. Jahrhundert hervor.

## Geschichte
Die frühesten bekannten Besitzer des Hofs Steinhaus waren die Edelherren von Walebrecken, er ging aber irgendwann in den Besitz der bergischen Grafen über. Der Herrenhof wurde 1189 in einer Pfandurkunde des bergischen Grafen Adolf III. erwähnt. Laut der Urkunde gab Adolf III. dem Grafen von Hückeswagen einen Kredit von 200 Silberstücken, die er aber nicht in bar, sondern in Form eines Nutzungsrechtes an dem Herrenhof auszahlte. 
Der Name Steinhaus (schriftlich belegt sind Steinhus, Steinhuys oder lateinisch domus lapidae,  Steinwerk‘), der wiederholt in Urkunden bestätigt wird, deutet darauf hin, dass der Hof im Gegensatz zu der üblichen bäuerlichen Holz-/Lehm-Bauweise aus Steinen erbaut wurde. Durch zahlreiche andere zeitgenössische im Deutschen Reich belegte Steinhäuser kann man davon ausgehen, dass der Hof ein steinernes Hauptgebäude in Form eines Wehrturms besaß und daher als eine schwach befestigte Burganlage eingestuft werden kann. Wie bei solchen Anlagen üblich, besaß der Hof eine eigene Kapelle, die als gräflicher Besitz nicht dem für diesen Bereich zuständigen Kirchspiel Lüttringhausen unterstand. Um den Hof bildete sich ein kleiner Siedlungskern, der älteste im heutigen Stadtteil Beyenburg.

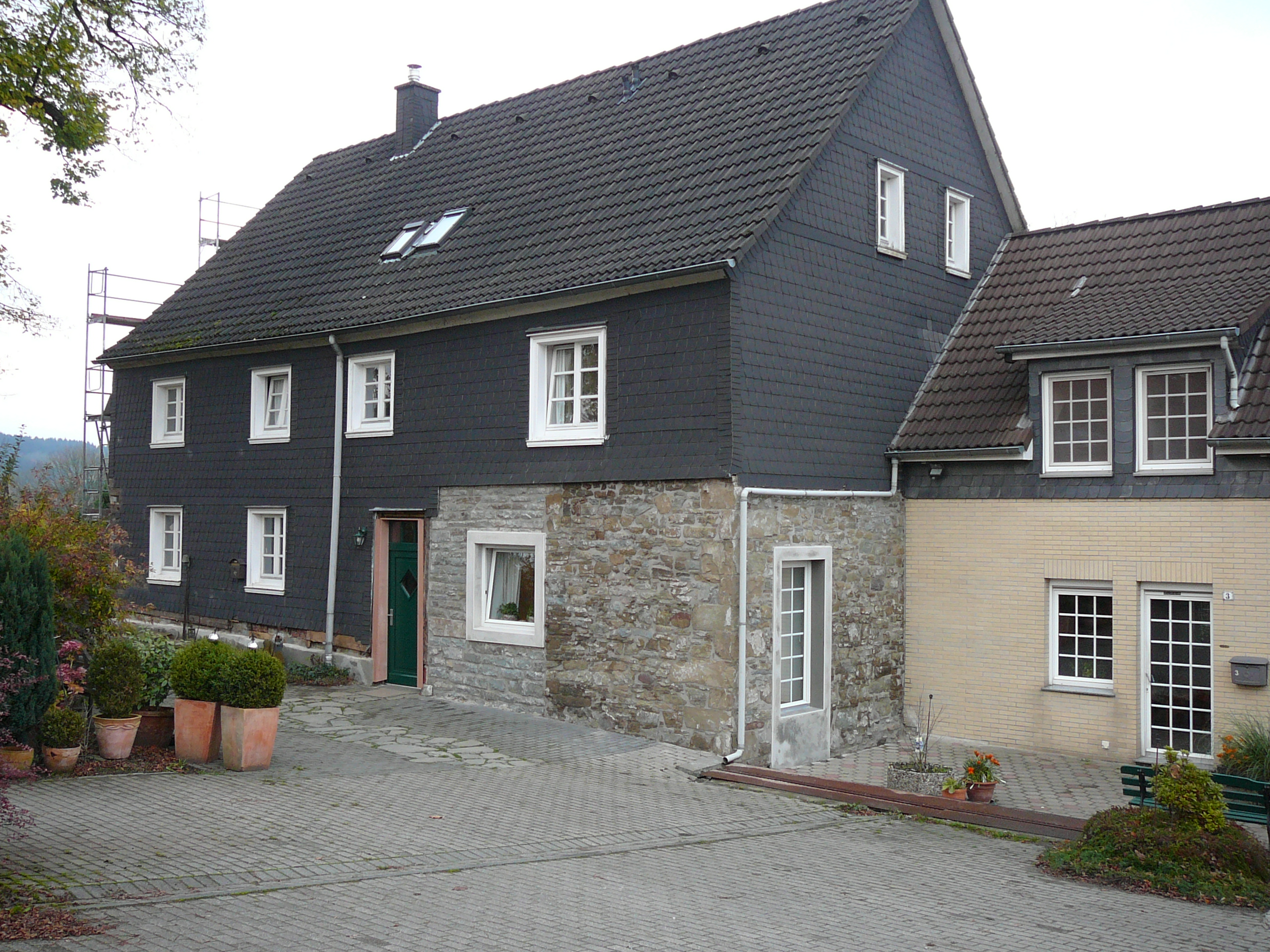
Das Hofgut Steinhaus aus dem späten 18. Jahrhundert

Der Herrenhof besaß eine große Bedeutung, da ihm die umliegenden abgabepflichtigen Höfe unterstanden. Die Hauptaufgabe bestand aber in der Sicherung der Wupperüberquerung (eine Wupperbrücke ist seit 1339 belegt) des Heerwegs Köln–Dortmund, einem bedeutenden mittelalterlichen Handels-, Pilger- und Heerweg zwischen dem Rhein und Westfalen. Die Wupper war zugleich Grenze zwischen der Grafschaft Berg und kurkölnischen Gebieten (später im Besitz der Grafschaft Mark) und der Herrenhof nahm daher auch Zoll- und Kontrollfunktionen war.
Vor seinem Tod im Jahr 1296 schenkte Graf Adolf V. von Berg den Herrenhof mit seiner Kapelle und den dazugehörigen Einkünften dem Orden der Kreuzbrüder, 1298 bestätigte sein Bruder Konrad I. von Berg, ehemals Dompropst und Archidiakon in Köln, mit Zustimmung seiner Mutter Margarete von Hochstaden die Schenkung seines verstorbenen Bruders. Diese Bestätigungsurkunde ist die erste schriftliche Erwähnung des Vorgangs. Im Jahr 1298 ist wohl auch die Gründung des Klosters Steinhaus zu datieren. Da der an der Fernstraße gelegene Hof aber für das monastische Leben nur wenig geeignet war, erweiterten die Grafen ihre Schenkung 1303/04 um den nahe gelegenen Beyenberg im Wuppermäander, wo die Mönche ab 1307 das neue Kloster Steinhaus errichteten. Der Hof selbst wurde von dem Konvent verpachtet.
Im Gegensatz zu dem Beyenberg, auf dem später neben dem Kloster die Burg Beyenburg als Amtssitz des bergischen Amtes Beyenburg errichtet wurde und an dessen Fuße die Freiheit Beyenburg entstand, wurde der Bereich um den alten Hof erst relativ spät ab dem 18. Jahrhundert großflächig besiedelt. Eine geschlossene Wohnbebauung um den Hof herum entstand erst in der zweiten Hälfte des 20. Jahrhunderts.
Nach der Reformation, die im Amt Beyenburg überwiegend zum Konfessionswechsel der Bevölkerung zum reformierten oder lutherischen Glauben führte, blieb das Beyenburger Kloster der Kreuzbrüdern einer der wenigen katholizistischen Stützpunkte in der Umgebung. Die Steinhauser Kapelle wurde zur katholischen Pfarrkirche Beyenburg umgewidmet, deren Pfarrer üblicherweise aus dem Konvent des Klosters stammte. Die enge personelle Verquickung zwischen Konvent und Pfarramt resultierten gelegentlich in Streitigkeiten über die Abgrenzung von Kloster- und Gemeindebesitz. Ein kleiner katholischer Friedhof wurde am Hof angelegt, dessen Mauern nach einem Schaden durch Steine aus der Burgruine der Burg Beyenburg erneuert wurden. Die zur Pfarrkirche umgewandelte Kapelle wurde ein paar Jahre nach Auflösung des Klosters im Jahr 1809/1811 abgerissen. Die heute denkmalgeschützten Hofgebäude stammen aus dem späten 18. Jahrhundert.
1815/16 lebten 23 Einwohner im Ort. 1832 war Steinhaus weiterhin Teil der Honschaft Walbrecken, die nun der Bürgermeisterei Lüttringhausen angehörte. Der laut der Statistik und Topographie des Regierungsbezirks Düsseldorf als Ackergut bezeichnete Ort besaß zu dieser Zeit zwei Wohnhäuser, zwei landwirtschaftliche Gebäude und zwei Fabrikationsstätten. Zu dieser Zeit lebten 31 Einwohner im Ort, zehn katholischen und 21 evangelischen Glaubens. Im Gemeindelexikon für die Provinz Rheinland von 1888 werden drei Wohnhäuser mit 26 Einwohnern angegeben.